# 二氧化五碳
二氧化五碳是一種由碳和氧組成的化合物，二氧化五碳分子在室溫下在溶液中能穩定存在。它由G. Maier於1988年成功合成。它可由均苯三酚（C
6H
6O
3）（有酚與酮兩種形式）熱分解或2,4,6三（重氮）环己烷-1,3,5-三酮（C
6N
3O
3）蒸汽闪光分解得到。純質二氧化五碳在低溫下可穩定存在，於-96℃開始聚合。